# Древнетюркские письменные памятники

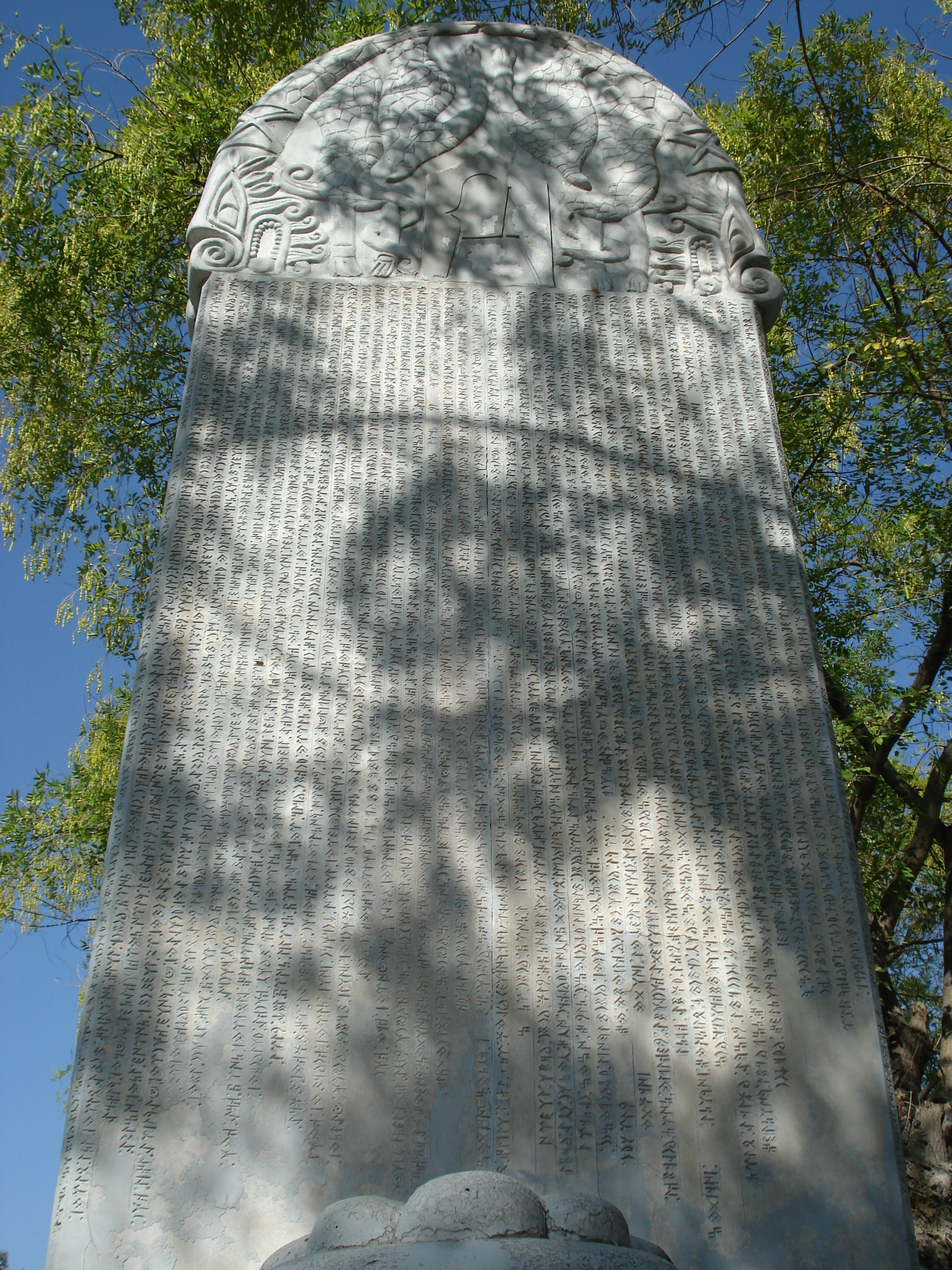
Современная копия древнетюркского памятника Бильге-кагану, установленная в Анкаре

Древнетюркские письменные памятники — тюркские письменные памятники VIII—X вв.
Древнетюркские письменные памятники — важные исторические документы для изучения древнего языка и литературных приемов, истории, этногенеза, географии, культуры, обычаев, миропонимания древнетюркских племен и народностей.

## История открытия
Первые сведения о памятниках тюркской рунической письменности имеются со времени Петра I. Из русских любознательных людей первые сведения о памятниках рунической письменности сообщил служивый человек Ремезов. Позже известия о данных памятниках встречаются и в сочинениях пленного шведского офицера Иоганна Страленберга, сообщившего о камнях с неизвестными надписями в бассейне реки Енисея; дает о них сведения и учёный Мессершмидт.
С течением времени материал об этих памятниках с надписями накапливался, но никто не мог их читать; никто не знал народа, ставившего эти памятники. В первой четверти XIX столетия Григорий Спасский опубликовал в издаваемом им журнале «Сибирский вестник» сведения об этих камнях, которые накопились к этому времени. Эта его статья была переведена на латинский язык и стала доступна учёным других стран.
В 1889 г. финские учёные издали атлас енисейских надписей. Финские учёные до открытия алфавита этих памятников были склонны приписывать памятники енисейской культуры финскому народу.
Как впоследствии оказалось, это их мнение было ошибочно в отношении енисейских памятников. В том же 1889 г. русский исследователь Н.М. Ядринцев далеко от мест прежних находок памятников с загадочными письменами — в Монголии, в долине Кошо-Цайдам, на берегу р. Орхон (впадает в р. Селенгу, а Селенга — в Байкал), — нашёл громадные сравнительно с енисейскими памятники, причём надписи были двуязычные. Кроме неизвестных знаков были на этих памятниках и китайские надписи. Из этих китайских текстов узнали, что, например, один (двуязычный) памятник поставлен в честь тюркского кагана и его брата в 732 г.
Если раньше эти памятники с неизвестными письменами, найденные в бассейне р. Енисея, назывались енисейскими, то теперь, после находок Н.М. Ядринцева, они стали называться орхонскими или орхоно-енисейскими. Но так как с течением времени, места находок всё увеличивались и территория распространения этих памятников далеко вышла за пределы Монголии и бассейна реки Енисея, то стали называть эту письменность, по сходству её с европейскими рунами, руноподобной или тюркско-рунической письменностью. Да и первые лица, нашедшие эти памятники в Сибири, называли их руническими.

### История дешифровки
Прочитать эти памятники посчастливилось датскому учёному проф. Вильгельму Томсену в 1893 г. Академик В.В. Радлов тоже занимался расшифровкой этих надписей, и ему удалось ко времени открытия В. Томсена определить из большого числа неизвестных алфавитных знаков до полутора десятка букв. Если до В. Томсена учёные пытались читать эти неизвестные надписи с берегов Енисея и Орхона при помощи существующих и существовавших, им известных, алфавитных знаков, то проф. В. Томсен пошёл совсем по другому пути. В. Томсен как бы отстранил от себя все алфавиты. Он пытался самым детальным образом сначала изучить соотношения одних букв с другими. Для В. Томсена при этом выяснилось, что некоторые буквы могут быть в близком соседстве с рядом других букв, другие же нет. Это привело В. Томсена к мысли о делении букв на два класса по числу звуков переднего и заднего ряда. А все это вело мысль к строю тюркских языков. Углубляя свое изучение неизвестных букв, В. Томсену удалось выделить из больших «орхонских» надписей слова: тюрк, Тенгри и другие, — и, наконец, 25 ноября 1893 г. ему удалось уже найти полный ключ ко всему алфавиту этих до того неизвестных надписей с берегов Енисея и Орхона.
В.В. Радлов, пользуясь открытием В. Томсена, первый дал перевод этих больших надписей. Памятник на берегу Орхона, открытый Н.М. Ядринцевым, оказался поставленным в честь тюркского кагана Могиляна и его брата принца Кюль-Тегина
Так был найден новый источник для истории кочевых государств, о которых раньше черпали сведения только из китайских летописей; но главным образом они ценны для нас со стороны своего языкового материала.

## Орхонские надписи

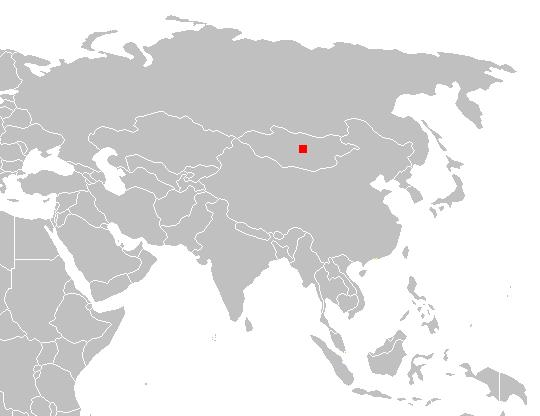
Расположение долины Орхона

В 1889 году русский ученый-этнограф Н. М. Ядринцев открыл в Северной Монголии, в долине Орхона, огромные каменные стелы с руническими надписями. Дешифровали и прочли тексты датский ученый В. Томсен, который первым нашел ключ к алфавиту, и русский тюрколог В. В. Радлов, впервые давший их связное чтение.
Стелы были воздвигнуты в честь Бильге-кагана (732) и его брата Культегина (735), возглавлявших Второй Тюркский каганат, а также советника Тоньюкука (создана после 716).
Они содержат рассказ о жизни и подвигах их героев, которые излагаются на фоне общей истории Тюркского государства и сопровождаются различного рода политическими декларациями. Некоторые надписи частично сохранились на металлических изделиях, посуде, кирпиче, коже, пергаменте.

## Енисейские надписи
Енисейские тексты — в долине Верхнего Енисея, на территории Тувы и Хонгорая обнаружено более 150-ти памятников древнетюркской письменности. Они относятся ко времени существования Кыргызского государства. Как правило, они вырезались на стелах у могил средневековой знати, где выражалась скорбь по поводу "ненасладившейся" жизни, указывались заслуги умершего перед государством и народом.
Все крупные авторитетные тюркологи – В. Томсен, В. Радлов, С. Малов – считали енисейские рунические памятники письменности принадлежащими енисейским кыргызам. Ярким свидетельством принадлежности их к кыргызам выступают вырезанные на них тамги. Они были совершенно аналогичны тамгам, которыми пользовались вплоть до начала XX в. тувинские и хакасские роды кыргыз. В основе их находилась фигура дуги или полумесяца с различными комбинациями.

Вслед за крупными авторитетами – академиком В.В. Радловым и профессором В. Томсеном – я не имею никаких причин не считать эти енисейские памятники принадлежащими киргизам. В 1943 г. я был во Фрунзе и в Институте языка, литературы и истории Киргизского филиала АН СССР во время беседы об этих памятниках я был очень удивлён, что встретил возражения со стороны многих работников Института в отношении своих высказываний о принадлежности енисейских памятников киргизам.— Отрывок из книги Енисейская письменность тюрков. Малов
Центром сосредоточения памятников енисейской письменности с конца XIX века стал Минусинский музей.

## Таласские надписи
Сходны по содержанию енисейским памятникам и надгробные таласские памятники. В долине Таласа найдена также загадочная надпись на деревянной палочке, которую С. Е. Малов, X. Н. Оркун, А. М. Щербак и другие относят к древнетюркской письменности.

## Другие памятники
Другие древнетюркские письменные памятники, обнаруженные на территории Казахстана, это: надписи на керамике (долина Таласа, Жамбылская область), тексты на скалах и надпись на перстне (долина Или, Алматинская область), надписи на круглом ожерелье из глины и на сосуде (долина Сырдарьи, Кызылординская область). В 1948 году А. Н. Бернштам опубликовал надписи на двух бронзовых зеркалах из Восточного Казахстана (долина Иртыша). Там же в 1985 году выявлена наскальная руническая надпись, и 1987 году — надпись, вырезанная на печати. В 1986 году опубликовали надпись на бронзовом зеркале из долины Урала.

## Сочинения
- Орхонские надписи. Кюльтегин. Бильге-каган. Тоньюкук, Семипалатинск, 2001.